# Ancylite-(La)
L'ancylite-(La) è un minerale appartenente al supergruppo dell'ancylite.